# Lorino (Tschukotka)
Lorino (russisch Лорино; tschuktschisch Льурэн; Yupik Нукак) ist ein Dorf mit 1267 Einwohnern (Stand 14. Oktober 2010) im nordöstlichen Teil des Autonomen Kreises der Tschuktschen im äußersten Osten Russlands.

## Geographie
Das Dorf liegt auf der Tschuktschen-Halbinsel an der Nordseite der Metschigmenski-Bucht, südwestlich der Beringstraße, gut 500 Kilometer Luftlinie östlich des Kreisverwaltungszentrums Anadyr.
Lorino gehört zum östlichsten Rajon Russlands Tschukotski und befindet sich etwa 35 Kilometer westlich von dessen Verwaltungssitz, dem Dorf Lawrentija. Das Dorf ist einzige Ortschaft der gleichnamigen Landgemeinde (selskoje posselenije).
Neben Tschuktschen lebt in Lorino eine größere Anzahl von Angehörigen des Eskimovolkes Yupik respektive Naukan.

## Geschichte
Eine tschuktschische Siedlung unweit des heutigen Dorfes wurde erstmals im 18. Jahrhundert erwähnt. Der Ortsname bedeutet in der tschuktschischen Sprache etwa gefundener Platz. An Stelle des heutigen Lorino befand sich eine Eskimosiedlung mit Namen Nukak.
Nach der Gründung des Rajons Tschukotski 1927 wurde das Dorf ab 1933 im Rahmen der Kollektivierung der Rentierzucht als „Kulturbasis“ (russisch Kultbasa) und Zentralort eines Kolchos ausgebaut. Bis 1943 stieg die Einwohnerzahl von 52 auf 171. 1953 wurden die Angehörigen des Eskimovolkes Naukan aus dem gleichnamigen Dorf unweit des Kaps Deschnjow, des östlichsten Punktes Asiens, nach Lorino umgesiedelt; in Folge stieg die Einwohnerzahl auf bis zu 1500.

## Kultur und Sehenswürdigkeiten
Lorino ist eines der Zentren der Eskimokultur im Nordosten Tschukotkas. Regelmäßig finden Kulturfestivals statt.
Etwa 15 Kilometer nordöstlich, am Fuße des Bergzuges Genkanyj, treten die Thermalquellen Lorinskije Kljutschi zutage.

## Wirtschaft und Infrastruktur
Lorino ist Zentrum der traditionellen Jagd auf Meeressäuger (hauptsächlich Grauwale sowie Walrosse und andere Robben) durch die Angehörigen der indigenen Völker. Seit 1955 existiert eine Polarfuchsfarm.
Das Dorf ist auf dem See- oder Luftweg (Hubschrauber) zu erreichen. Über eine 40 km lange Schotterstraße ist Lorino vorbei an den Thermalquellen mit dem Rajonzentrum Lawrentija verbunden. Die letzten fehlenden größeren Brücken im Verlauf dieser Trasse über die Flüsse Loren, Kukun und Tschulchewejem (Bolschaja Akkani) wurden zwischen 2009 und 2011 errichtet.

## Fotogalerie

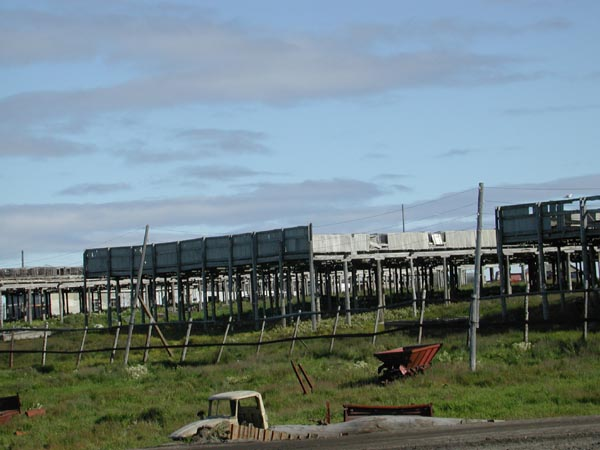
Fuchsfarm
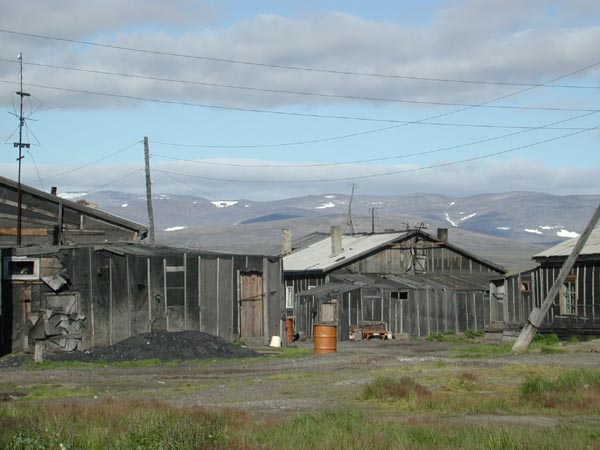
Wohnhäuser in Lorino
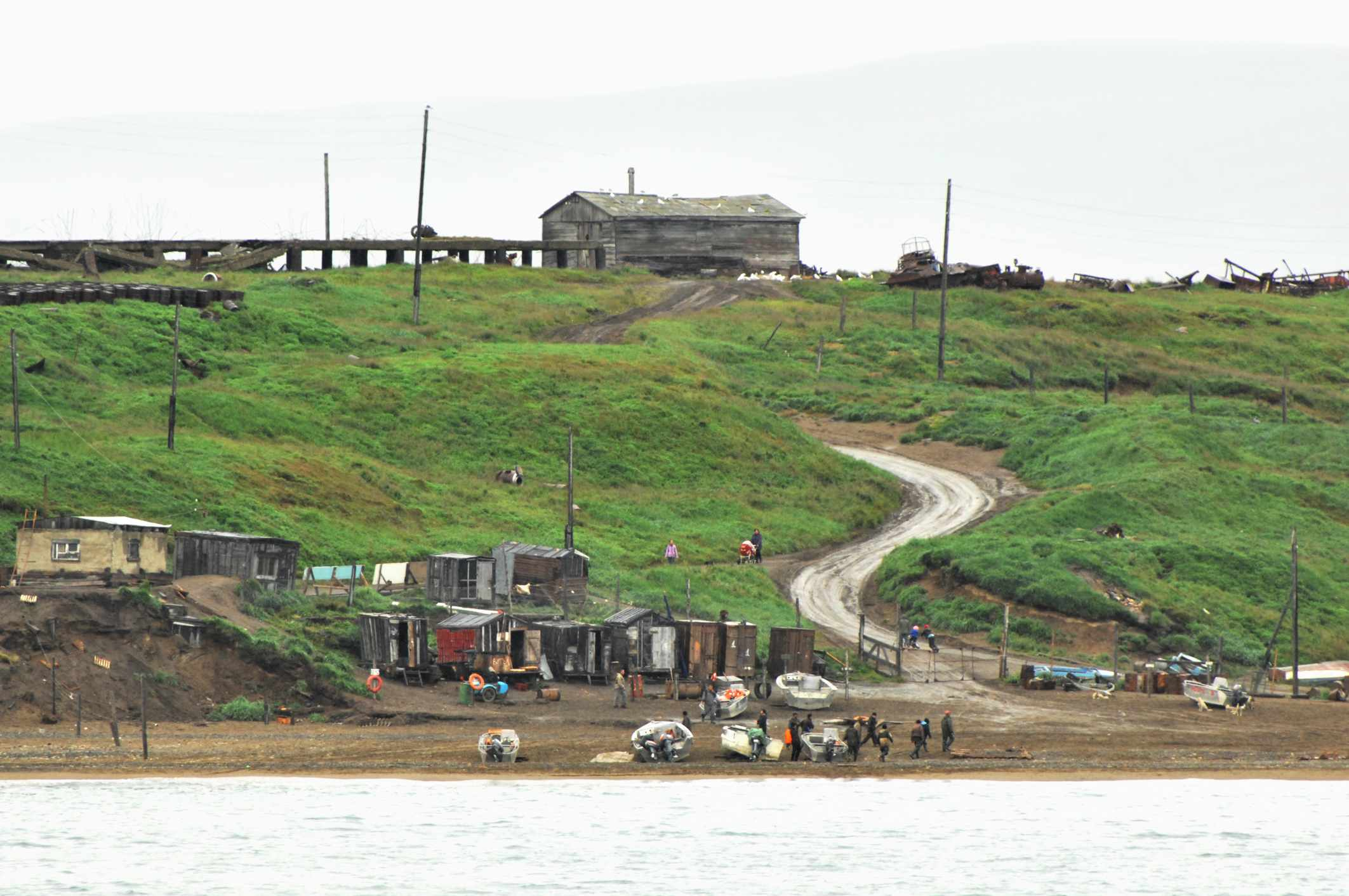
Bootsanlandeplatz und Straße zur Ortsmitte
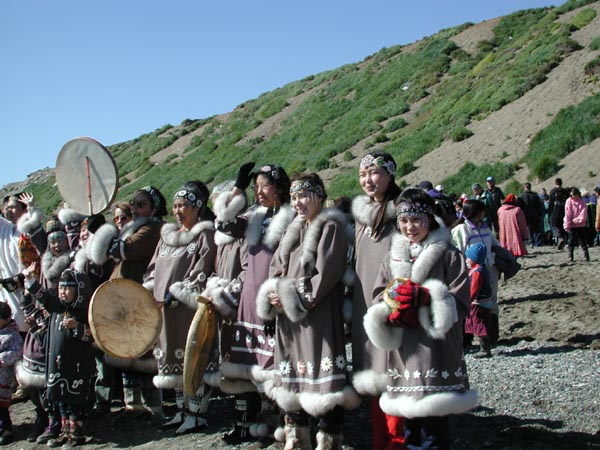
Tänzerinnen auf einem Festival